# پسرعمه زا
پسرعمه زا نام شخصیت عروسکی است که یکی از شخصیت‌های اصلی مجموعه‌های نمایشی کلاه‌قرمزی از سال ۸۸ به بعدبه‌شمار می‌رود. او در مجموعه برنامه‌های کلاه‌قرمزی ۸۸، ۹۰، ۹۱، ۹۲، ۹۳، ۹۴، ۹۷ و فیلم سینمایی کلاه قرمزی و بچه ننه حضور داشته‌است. صداپیشگی این شخصیت به عهدهٔ محمدرضا هدایتی است و عروسک‌گردانی او به دست امیر سلطان احمدی انجام می‌شود.
پسر عمه زا، پسر عمه کلاه قرمزی است که در روستای کلاه‌قرمز آباد زندگی می‌کرده و برای دیدن کلاه قرمزی و در روزهای عید نوروز به شهر آمد و ماندگار شد و به این شکل وارد داستان‌های کلاه قرمزی شده‌است.
پسر عمه زا شخصیتی شر و شیطان است که می‌تواند مابه‌ازاهای بیرونی هم داشته باشد. این شخصیت از نظر ظاهری شبیه کلاه‌قرمزی است. مرضیه محبوب عروسک‌ساز در مورد چرایی شباهت بیشتر عروسک‌های جدید مجموعهٔ کلاه‌قرمزی به کلاه‌قرمزی، حتی فامیل دور با آن سر طاس و سبیل، همهٔ آن‌ها را از یک قوم و محله می‌داند که شاید از نظر خونی نسبتی با هم نداشته باشند اما به قول پسرعمه زا آن‌ها از یک ده آمده‌اند؛ ده کلاه‌قرمزی‌آباد. وی دایی نی‌نی است وخواننده است.

## آفرینش شخصیت
"دو سه روز اولی که «کلاه‌قرمزی ۸۸» را ضبط می‌کردیم، صدایم این که الان هست، نبود و بیشتر شبیه کلاه‌قرمزی صحبت می‌کردم. آن اوایل پسرعمه زا حتی صحبت هم نمی‌کرد اما هرچه کردم دیدم نمی‌توانم حرف نزنم! و همین شد که یواش‌یواش عروسک زبان بسته، زبان باز کرد و به این وضعیتی که امروز می‌بینید، افتاد!"

محمدرضا هدایتی، در گفت‌وگو با ایسنا '
اواخر سال ۸۷ از طرف حبیب رضایی (مدیر هنری کلاه قرمزی ۸۸)، با محمدرضا هدایتی تماس گرفته شد تا برای تست دادن برای یک کار عروسکی نزد ایرج طهماسب برود. در آنجا طهماسب از محمدرضا هدایتی می‌خواهد که صداپیشگی عروسکی به اسم پسرعمه زا را به عهده بگیرد. امیر سلطان احمدی نیز توسط دنیا فنی‌زاده به گروه معرفی شد و از سال ۸۸ در تمام برنامه‌ها حضور داشت. او اوایل کار، عروسک‌گردانی گیگیلی را نیز انجام می‌داد. اما در سری‌های بعد به علت حجم بالای کاری پسرعمه زا دیگر عروسکی به غیر از آن بازی نداد.
تمرین‌های زیاد در پیش‌تولید هر برنامه، هماهنگی عروسک‌گردان و صداپیشه، و بداهه‌پردازی‌های کنترل‌شده از مواردی هستند که به موفقیت شخصیت پسرعمه‌زا کمک کرده‌اند.
حبیب رضایی، مشاور هنری مجموعه می‌گوید: «در مورد پسرعمه زا ما با عروسک پدر بزرگ سروناز از آدم‌ها تست صدا می‌گرفتیم. یعنی اول صدا انتخاب شد، بعد خانم محبوب آمدند و عروسک ساخته شد. این مراحل در مورد مثلاً آقای همساده برعکس بود. یعنی اول عروسک ساخته شد، بعد با تست برایش صدا و شخصیت پیدا شد.»

### لهجه
در ابتدا قرار بود این شخصیت مترجم داشته باشد و کسی نفهمد او چه می‌گوید. کلاه قرمزی می‌بایست نقش مترجم او را ایفا می‌کرد؛ ولی با بیشتر شدن تمرین و اتود زدن‌های مداوم، محمدرضا هدایتی پیشنهاد داد که این شخصیت باید حرف بزند. ایرج طهماسب نیز با این موضوع موافقت کرد و از هدایتی خواست روی دو موضوع تأکید داشته باشد. یکی وقتی است که صدایش می‌کنند و می‌گوید «هو» و دیگری خنده‌اش.
در مورد لهجه هم تأکید ایرج طهماسب این بود که پسرعمه زا لهجه جای خاصی را نداشته باشد. وقتی محمدرضا هدایتی به او پیشنهاد کرد که از لهجه منطقه خودش (سیستان و بلوچستان) استفاده کند، او با این امر مخالفت کرد. با توصیه حمید جبلی و یادآوری خاطره‌ای دربارهٔ یکی از همسایه‌هایشان که «حرف زدنشان آکسان انتهایی نداشت. همین جوری ادامه داشت و من نمی‌دانستم کی حرف شان تمام می‌شود و ته آن به سختی پیدا می‌شد.» او این خصوصیت را نگه داشت. هدایتی معتقد است این لهجه یک کمی شبیه لهجه مازندرانی است درحالی‌که او اصلاً مازندرانی بلد نیست. حمید جبلی در انتخاب این نوع لهجه نقش زیادی داشته‌است.

## ورود به مجموعه
در مجموعه کلاه قرمزی ۸۸، قسمت دوّم، کلاه قرمزی که دلش سمنو می‌خواهد روسری به سر می‌کند و خودش را به جای خانم همسایه باردار که ویار دارد جا می‌زند تا از آقای مجری سمنو بگیرد؛ ولی آقای مجری او را به طریقی رد می‌کند. سپس عروسک دیگری که شبیه کلاه قرمزی است وارد می‌شود و با اصواتی نامفهوم و سرعت زیاد شروع به صحبت می‌کند. آقای مجری که فکر می‌کند کلاه قرمزی دوباره تغییر شکل داده تا سمنو بگیرد به او می‌گوید که هر کار که بکنی سمنو گیرت نخواهد آمد. رفته رفته با رفتارهای عجیب و خنده‌های بلند او آقای مجری به او شک می‌کند تا این‌که در یک صحنه کلاه قرمزی و پسرعمه زا هردو وارد می‌شوند و آقای مجری پی به واقعیت می‌برد.
همچنین در قسمت سوم از مجموعه ۸۸ او می‌گوید در کلاه‌قرمزی‌آباد سفلی هیچ‌کس حرف‌های آقای مجری را نمی‌فهمد و او به برنامه آمده تا برای آن‌ها مجری‌گری کند. او می‌گوید در کلاه‌قرمزی‌آباد سفلی همه به خاله برنامه (آقای مجری) می‌خندند که چرا این شکلی است و کچل است و سبیل دارد؟

## ویژگی‌ها

### ویژگی‌های ظاهری
او شباهت زیادی به پسردایی‌اش کلاه‌قرمزی دارد. کلاهی بنفش به سر دارد و بلوز آبی تیره با خط‌های سفید و جلیقه‌ای قهوه‌ای رنگ به تن می‌کند. موهایش قهوه‌ای و نسبتاً بلند و به‌هم‌ریخته هستند.

### ویژگی‌های شخصیتی
به گفته مرضیه محبوب سازنده عروسک‌های مجموعه کلاه‌قرمزی: «آقای طهماسب فکر کردند که بهتر است یکی از فامیل‌های کلاه‌قرمزی به دیدن او بیاید. در عین حال هم نشان بدهیم که او از روستا می‌آید و شهرنشین نیست. من هم بر اساس نظرات ایشان عروسک پسرعمه‌زا را طراحی کردم و جالب اینجاست که قبل از اینکه مقابل دوربین برود، خودش گفت که چگونه شخصیتی دارد و از همان اول شروع به شیرین‌کاری کرد.»
دنیا فنی‌زاده، عروسک‌گردان کلاه‌قرمزی هم دربارهٔ او می‌گوید: «پسرعمه‌زا جزئی از خانواده کلاه قرمزی بود و براحتی می‌خندید و درون خود را با صداقت بیان می‌کرد و تا حدودی رفتاری شبیه کلاه قرمزی داشت. پسرعمه‌زا با خنده‌های شیرینش مخاطب را تا حد زیادی با خود همراه می‌کرد.»
او در ابتدا، خیلی سریع صحبت می‌کرد و صحبت‌های او توسط کلاه قرمزی برای آقای مجری و دیگران ترجمه می‌شد. ولی رفته رفته توانست با سرعت معمولی و مانند دیگران صحبت کند. با این حال در مواقعی که هیجان‌زده می‌شود دوباره با سرعت زیاد صحبت می‌کند و علاقه دارد در پایان جمله‌هایش از «هوووووووو» استفاده کند. او با صدای بلند می‌خندد. از حمام نفرت دارد و گاهی اوقات خودش را می‌خاراند.
او بسیار شکمو است و به‌ویژه علاقهٔ زیادی به خوردن شکلات و شیرینی دارد.
پسر عمه زا بچه روستاست. او مثل بچه‌های روستا قوی و قلدر است. او به لهجه روستایی صحبت می‌کند و همین شیرینی کلام سبب شده‌است تا از سایر عروسک‌ها متمایز شود. پسر عمه زا معمولاً وقتی می‌خواهد کسی را صدا بزند با آوای بلند می‌گوید: «هوووووووو…». او به سبک روستایی می‌رقصد و آواز می‌خواند. پسر عمه زا هم همچون کلاه قرمزی در شیطنت استاد است.
حبیب رضایی مشاور هنری مجموعه که معرف محمدرضا هدایتی به ایرج طهماسب هم بوده‌است معتقد است که: «پسرعمه زا قرار است بشود کلاه قرمزی که سال ۷۲ نامفهوم حرف می‌زد اما بدویتر که این بدویت برای خودش قصه‌هایی می‌آورد.» او همچینین می‌گوید که تمام ظرافت‌های این شخصیت و دیگران در تمرین‌ها و با نگاه دقیق و ریزبین جبلی و طهماسب به وجود می‌آید؛ ولی بعضی از ریزه‌کاری‌های دیگر مثل اینکه او خودش را می‌خاراند از پیشنهادهای عروسک‌گردان، امیر سلطان‌احمدی بوده‌اند.

## نقش در مجموعه کلاه قرمزی
پسرعمه زا کودکی روستایی و نمایندهٔ خرده‌فرهنگ روستایی است. او از روستا به شهر می‌آید و ماندگار می‌شود؛ بی‌سواد است و از مهارت‌های لازم بی‌بهره مانده و درک درستی هم از روابط شهری ندارد. برای همین کارهایی می‌کند که موجب آزار و اذیت شهرنشینان می‌شود. در فیلم «کلاه‌قرمزی و بچه‌ننه»، «پسرعمه زا»، فر اجاق گاز را با تنور اشتباه می‌گیرد، در آن آتش روشن می‌کند و یک ساختمان را منفجر می‌کند. او مسئول مستقیم بیشتر خرابکاری‌هایی است که اتفاق می‌افتند. معمولاً آقای مجری از دست او خیلی عصبانی می‌شود. او در کلاه‌قرمزی ۹۰ معرف فامیل دور به آقای مجری و بینندگان بود و او را به صورت سرخود به عنوان مهمان به برنامه دعوت کرد و در کلاه‌قرمزی ۹۲ معرف گابی به آقای مجری بود.

## علاقه‌مندی‌ها
علاقه‌مندی اصلی او خوردن و بازی‌کردن است. او معمولاً عاشق خوردن همه چیز است ولی بیشتر از همه به خوردن شیرینی و شکلات علاقه نشان می‌دهد. معمولاً وقتی آقای مجری سرحال باشد یا از دستش عصبانی نباشد، او گاهی اوقات شروع به خواندن می‌کند. از معروف‌ترین ترانه‌هایی که او اجرا می‌کند «آها بوگو»، یک ترانه‌ی محلی گیلکی است. پسرعمه زا علاقه زیادی به بی‌بی و مرغ دارد. به قول خودش یکی از مهمترین علاقه‌هایش، خاراندن است. او با دختر همسایه مشکل دارد و معمولاً با دیدن او فریادهایی از سر اعتراض سر می‌دهد. دختر همسایه هم بیشتر اوقات که وسایلش را گم می‌کند، او را مسئول برداشتن آن‌ها می‌داند.

## تخیلات
او گاهی اوقات نام دو شخصیت خیالی که در ذهنش وجود دارند را می‌برد. نام آن‌ها «اژدر پشمک‌به‌سر» و «دراز خاک‌برسرِ خسته» است.

## تکیه‌کلام‌ها
- سلام هووووووووووو، کلاه‌قرمزی هووووووووو، شب به خیر هووووووووووو، خدانگهدار هووووووووووووو
- ها؟ هَه؟ هِم؟ (در پاسخ به پرسش دیگران، وقتی منظور آن‌ها را نفهمیده، با دهانی باز ادا می‌کند)[۱]
- این‌جانب آقای پسرعمه زا می‌باشِم.[۱۷]
- مَه از عقل بهرهٔ کمی بُردِم.
- (وقتی ببعی انگلیسی صحبت می‌کند): ای چرت و پرتا چیَه می‌گی؟
- می‌خند؟
- (به فامیل دور): از او سند و سالت خجالت نمی‌کشی؟ از او سیبیلات خجالت نمی‌کشی؟
- (به آقای مجری): آقا اجازَه؟
- (فامیل دور: راه رفتنی رو باید رفت، درِ بستنی رو هم باید بست) پسرعمه: در بستنی ره باید لیسید.
- من پسر عمه زا نیستم، من قابلمه آقای مجری ام! (اشاره به فیلم گاو)[۱۸]
- بهرام! ای آقای مجری بعضی وقتا مگه ایمیل دارم، یعنی چی میل داره؟![۱۸]
- آقای مِجری، پسرَم…
- (وقتی حرف عجیبی می‌زند): چی گفتِم؟!
- شعر میخواند....

## فیلم‌شناسی

### فیلم‌های سینمایی
- کلاه‌قرمزی و بچه ننه

### مجموعه‌های تلویزیونی
- کلاه‌قرمزی ۸۸
- کلاه‌قرمزی ۹۰
- کلاه‌قرمزی ۹۱
- کلاه‌قرمزی ۹۲
- کلاه‌قرمزی ۹۳
- کلاه‌قرمزی ۹۴
- کلاه‌قرمزی ۹۷

## پی‌نوشت
1. 1 2  «فامیل‌های دور و نزدیک آقای مجری». افکارنیوز. ۲۳ فروردین ۱۳۹۲. بایگانی‌شده از اصلی در ۳ آوریل ۲۰۱۴. دریافت‌شده در ۲۱ فروردین ۹۳. تاریخ وارد شده در |تاریخ بازبینی= را بررسی کنید (کمک)
2. 1 2 3  «محمدرضا هدایتی: با «پسرعمه‌زا» دوباره بچه شدم». ایسنا. ۱۴ شهریور ۱۳۹۱. دریافت‌شده در ۲۱ فروردین ۹۳. تاریخ وارد شده در |تاریخ بازبینی= را بررسی کنید (کمک)
3. 1 2  «حرف‌های خواندنی عروسک‌گردان پسرعمه‌زا». تارنمای خبرگزاری برنا. ۲۷ فروردین ۱۳۹۲. بایگانی‌شده از اصلی در ۱۳ آوریل ۲۰۱۴. دریافت‌شده در ۲۱ فروردین ۹۳. تاریخ وارد شده در |تاریخ بازبینی= را بررسی کنید (کمک)
4. 1 2  سلطان‌احمدی، «جذابیت «کلاه قرمزی» مدیون…»، سوره سینما.
5. ↑  مهاجر؛ محبوب (۱۳۹۲). «کلاه‌قرمزی و پسرخاله شناسنامه دارند». جام‌جم.
6. 1 2  مصاحبه با حبیب رضایی (۱۵ شهریور ۱۳۹۱). «پشت صحنه کلاه قرمزی چه خبر است؟». وبگاه آفتاب. دریافت‌شده در ۲۲ فروردین ۹۳. تاریخ وارد شده در |تاریخ بازبینی= را بررسی کنید (کمک)
7. 1 2  مرجان صائبی (۲۰/۱/۹۱). «گفت وگو با محمدرضا هدایتی خواننده و بازیگر به بهانه آلبوم جدید «ماه می‌خندد» و نقش «پسرعمه زا» در «کلاه قرمزی»». روزنامه شرق، شماره ۱۴۹۸، به نقل از وبگاه مگ‌ایران. دریافت‌شده در ۲۱ فروردین ۱۳۹۳. تاریخ وارد شده در |تاریخ= را بررسی کنید (کمک)
8. ↑  «Kolah Ghermezi 88 Part 2». ویدیوی آپلودشده بر روی یوتیوب. دریافت‌شده در ۹۳/۱/۲۲. تاریخ وارد شده در |تاریخ بازبینی= را بررسی کنید (کمک)
9. ↑  طهماسب و جبلی، کلاه قرمزی ۸۸، قسمت دوّم
10. ↑  کلاه قرمزی 88 - قسمت سوّم
11. ↑  «پسرعمه زا از زبان خودش». وبگاه آپارات، ویدئوی آپلودشده از کلاه‌قرمزی ۹۲. ۱۴ شهریور ۱۳۹۲. دریافت‌شده در ۲۱ فروردین ۹۳. تاریخ وارد شده در |تاریخ بازبینی= را بررسی کنید (کمک)
12. 1 2  «این عروسک‌های دوست داشتنی». وبگاه عصر ایران. ۲۴ فروردین ۱۳۸۸. دریافت‌شده در ۲۴ فروردین ۹۳. تاریخ وارد شده در |تاریخ بازبینی= را بررسی کنید (کمک)
13. ↑  «جذابیت «پسر عمه زا» از زبان محمدرضا هدایتی». وبگاه خبرآنلاین. ۱ مهر ۱۳۹۱. دریافت‌شده در ۲۱ فروردین ۹۳. تاریخ وارد شده در |تاریخ بازبینی= را بررسی کنید (کمک)
14. ↑  «خدایی این بچه چی گفت؟». وبگاه آپارات، ویدئوی آپلود شده از کلاه‌قرمزی 88. ۱ آبان ۱۳۹۲. دریافت‌شده در ۲۱ فروردین ۹۳. تاریخ وارد شده در |تاریخ بازبینی= را بررسی کنید (کمک)
15. ↑  «سندرم پسرعمه‌زا چیست و چه علایمی دارد؟». خبرآنلاین. ۱۵ مهر ۱۳۹۲. دریافت‌شده در ۲۱ فروردین ۹۳. تاریخ وارد شده در |تاریخ بازبینی= را بررسی کنید (کمک)
16. ↑  «پسرعمه زا و تخم مرغ رنگی». وبگاه آپارات، ویدئوی آپلودشده از کلاه‌قرمزی ۹۰. دریافت‌شده در ۲۱ فروردین ۱۳۹۳.
17. 1 2  «شهاب حسینی و پسرعمه زا». وبگاه آپارات، ویدئوی آپلودشده از کلاه‌قرمزی ۹۳. ۴ فروردین ۱۳۹۲. دریافت‌شده در ۲۱ فروردین ۹۳. تاریخ وارد شده در |تاریخ بازبینی= را بررسی کنید (کمک)
18. 1 2 3  «کلاه قرمزی هووووو!». شبکه اینترنتی آفتاب. ۲۳ فروردین ۱۳۹۰. دریافت‌شده در ۲۲ فروردین ۹۳. تاریخ وارد شده در |تاریخ بازبینی= را بررسی کنید (کمک)
19. ↑  رضایی (۱۳۹۳). ««کلاه‌قرمزی» و فرهنگ رسمی». رادیو زمانه.
20. 1 2 3  «علاقه‌های پسر عمه زا». ویدئوی آپلود شده بر روی یوتیوب. دریافت‌شده در ۲۱ فروردین ۱۳۹۳.
21. ↑  «پسر عمه زا خیلی باحاله». وبگاه یوتیوب، ویدیوی آپلودشده از کلاه‌قرمزی ۸۸. آوریل ۱۹, ۲۰۰۹. دریافت‌شده در ۲۱ فروردین ۱۳۹۳.
22. ↑  «آواز خوندن ببعی، پسرعمه زا، فامیل و کلاه قرمزی». ویدئوی آپلودشده بر روی یوتیوب. دسامبر ۵, ۲۰۱۳. دریافت‌شده در ۲۱ فروردین ۱۳۹۳.
23. ↑  «آها بگو به سبک پسر عمه زا». وبگاه آپارات، ویدئوی آپلود شده از کلاه‌قرمزی ۹۳. ۵ فروردین ۱۳۹۳. دریافت‌شده در ۲۱ فروردین ۹۳. تاریخ وارد شده در |تاریخ بازبینی= را بررسی کنید (کمک)
24. ↑  «شخصییت ترسناک پسرعمه زا (اژدرپشمک به سر دراز خاک برسر خسته)». وبگاه آپارات، ویدئوی آپلود شده از کلاه‌قرمزی ۹۰. دریافت‌شده در ۲۱ فروردین ۱۳۹۳.